# Aa calceata
Aa calceata је врста из рода орхидеја Aa из породице Orchidaceae.